# Weltkirchenkonferenz
Als Weltkirchenkonferenz werden Versammlungen bezeichnet, an denen Vertreter einer großen Anzahl von Kirchen aus verschiedenen Konfessionen zusammenkommen. Der Begriff kam in der frühen ökumenischen Bewegung nach dem Ersten Weltkrieg auf und wurde erstmals auf die Stockholmer Weltkirchenkonferenz von 1925, die erste Versammlung der Bewegung für praktisches Christentum angewendet. Auch für die Versammlungen der Bewegung für Glauben und Kirchenverfassung und des Weltbundes für Freundschaftsarbeit der Kirchen wurde im Deutschen der Begriff Weltkirchenkonferenz verwendet. Als durch die gemeinsame Initiative dieser drei Organisationen 1948 der Ökumenische Rat der Kirchen (ÖRK, im Deutschen zunächst als „Weltkirchenrat“ bekannt) entstand, wurden auch dessen Vollversammlungen anfangs als Weltkirchenkonferenzen bezeichnet, ebenso weitere große Konferenzen, die in Verantwortung des ÖRK (vor allem der Kommission für Glauben und Kirchenverfassung) durchgeführt wurden.
Weniger gebräuchlich ist die Bezeichnung für Konferenzen anderer weltweiter christlicher Organisationen oder Bewegungen, etwa die seit 1974 veranstalteten Kongresse der Lausanner Bewegung. Vergleichbar sind die seit 1910 veranstalteten Weltmissionskonferenzen.

## Übersicht
Neben den Vollversammlungen des ÖRK (siehe Ökumenischer Rat der Kirchen#Vollversammlungen) werden folgende Versammlungen als Weltkirchenkonferenzen bezeichnet:
- 1914, Konstanz: Gründungsversammlung des Weltbundes für Freundschaftsarbeit der Kirchen[2]
- 1925, Stockholm: 1. Weltkonferenz der Bewegung für praktisches Christentum[3]
- 1927, Lausanne:  1. Weltkonferenz der Bewegung für Glauben und Kirchenverfassung[4]
- 1928, Prag: Weltkonferenz für Frieden und Freundschaft, Bristol: veranstaltet vom Weltbund für Freundschaftsarbeit der Kirchen[5]
- 1937, Oxford:  2. Weltkonferenz der Bewegung für praktisches Christentum[6]
- 1937, Edinburgh:  2. Weltkonferenz der Bewegung für Glauben und Kirchenverfassung[7]
- 1952, Lund: 3. Weltkonferenz für Glauben und Kirchenverfassung[8]
- 1963, Montréal: 4. Weltkonferenz für Glauben und Kirchenverfassung[9]
- 1966, Genf: Weltkonferenz für Kirche und Gesellschaft[10]
- 1990, Seoul: Weltversammlung für Gerechtigkeit, Frieden und Bewahrung der Schöpfung[11]
- 1993, Santiago de Compostela: 5. Weltkonferenz für Glauben und Kirchenverfassung[12]